# Nejmenší a největší prvek
Jako nejmenší prvek resp. největší prvek uspořádané množiny se označuje takový prvek, který je menší resp. větší než všechny ostatní prvky této množiny. Formálně:
prvek a ∈ A je nejmenším prvkem množiny A, pokud platí:
pro libovolný prvek b ∈ A platí a ≤ b,
prvek a ∈ A je největším prvkem množiny A, pokud platí:
pro libovolný prvek b ∈ A platí b ≤ a,
kde ≤ je binární relace neostrého uspořádání.

### Příklad
Některé množiny (například otevřený interval) největší (resp. nejmenší) prvek nemají, ale mohou mít supremum (resp. infimum). Pokud množina největší (resp. nejmenší) prvek má, je tento prvek také jediným maximálním (resp. minimálním) prvkem této množiny. Libovolná množina má nejvýše jeden největší (resp. nejmenší) prvek.